# 诺比利陨石坑

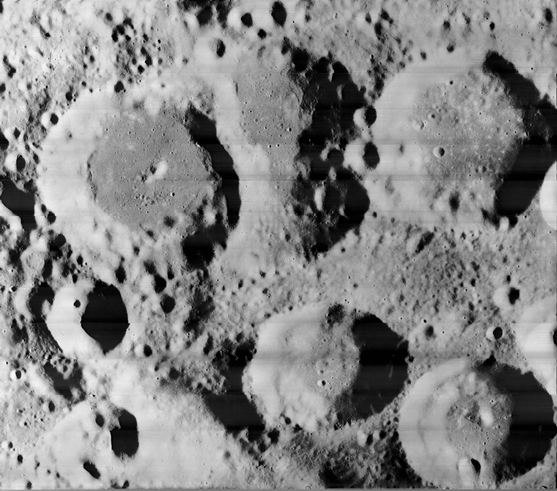
月球轨道器1号拍摄的诺比利陨石坑（左上）和詹金斯陨石坑（右上），中下方是魏尔斯特拉斯陨石坑、右下角为范弗莱克陨石坑。

诺比利陨石坑（Nobili）是位于月球正面东部赤道区一座古老大撞击坑，约形成于酒海纪，其名称取自意大利实验物理学家－莱奥波尔多·诺比利（1784年－1835年），1976年被国际天文学联合会正式批准接受。

## 描述
该陨坑西北毗邻刘维尔陨石坑；东面靠近詹金斯陨石坑；魏尔斯特拉斯陨石坑位于它的东南；南面则横亘着吉尔伯特环形山。诺比利陨石坑西北坐落着浪海、东面濒临史密斯海。该陨坑的中心月面坐标为0°10′N 75°57′E / 0.17°N 75.95°E，直径41.8公里，深度约3807米。
诺比利陨石坑外形接近圆状，坑壁已经磨损。其东侧壁覆盖了卫星坑"舒伯特 X"，西南外壁附靠着"吉尔伯特 P"，而它的东北壁则被另一座小陨坑击破。陨坑内侧壁狭窄不匀，东北侧较狭窄，但其它部分明显更宽。坑壁平均高出周边地形1050米，内部容积约有1300公里³。碗状的坑底表面平坦，中心附近坐落着一座小双峰丘。
诺比利陨石坑坐落在更大的卫星坑"舒伯特 X"的西侧壁上，二者与詹金斯陨石坑共同构成了一"三联坑"的结构，形成一串沿月球赤道分布的线型链坑。
在1976年国际天文学联合会重新更名前，该陨坑曾被指名为卫星坑"舒伯特 Y"。

## 另请参阅
- Andersson, L. E.; Whitaker, E. A. . NASA RP-1097. 1982.
- Blue, Jennifer. . USGS. July 25, 2007  [2007-08-05]. （原始内容存档于2015-05-26）.
- Bussey, B.; Spudis, P. . New York: Cambridge University Press. 2004. ISBN 978-0-521-81528-4.
- Cocks, Elijah E.; Cocks, Josiah C. . Tudor Publishers. 1995. ISBN 978-0-936389-27-1.
- McDowell, Jonathan. . Jonathan's Space Report. July 15, 2007  [2007-10-24]. （原始内容存档于2015-01-12）.
- Menzel, D. H.; Minnaert, M.; Levin, B.; Dollfus, A.; Bell, B. . Space Science Reviews. 1971, 12 (2): 136–186. Bibcode:1971SSRv...12..136M. doi:10.1007/BF00171763.
- Moore, Patrick. . Sterling Publishing Co. 2001. ISBN 978-0-304-35469-6.
- Price, Fred W. . Cambridge University Press. 1988. ISBN 978-0-521-33500-3.
- Rükl, Antonín. . Kalmbach Books. 1990. ISBN 978-0-913135-17-4.
- Webb, Rev. T. W.  6th revised. Dover. 1962. ISBN 978-0-486-20917-3.
- Whitaker, Ewen A. . Cambridge University Press. 1999. ISBN 978-0-521-62248-6.
- Wlasuk, Peter T. . Springer. 2000. ISBN 978-1-85233-193-1.